# Joe Frank Harris

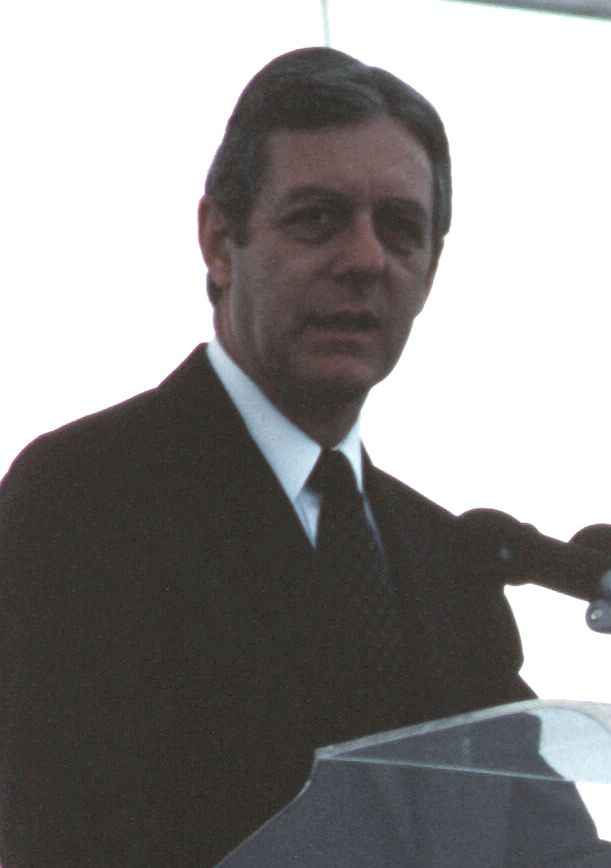
Joe Frank Harris

Joe Frank Harris (* 16. Februar 1936 in Atco, Bartow County, Georgia) ist ein US-amerikanischer Politiker und war von 1983 bis 1991 Gouverneur von Georgia.

## Jugend und politischer Aufstieg
Harris absolvierte 1958 die University of Georgia. Anschließend beteiligte er sich an der Betonfirma seiner Familie, ehe er 1964 von lokalen Politikern zu einer Kandidatur für das Repräsentantenhaus von Georgia gewonnen werden konnte. Nach der siegreichen Wahl blieb er für neun Legislaturperioden in Folge Abgeordneter des Hauses. Er erwarb sich bald einen guten Ruf, vor allem auf dem Gebiet des Haushaltswesens. Dementsprechend wurde er Mitglied des Haushaltsausschusses und 1974 sogar dessen Vorsitzender. 1982 bewarb sich Harris um die Nominierung als Spitzenkandidat seiner Demokratischen Partei für die anstehenden Gouverneurswahlen. Angesichts einer starken innerparteilichen Konkurrenz galt er zunächst nur als Außenseiter. Aber mit Hilfe des Parlamentspräsidenten Tom Murphy gelang es ihm, sich in der Partei durchzusetzen. Nach der Nominierung gelang ihm auch der Wahlsieg gegen seinen republikanischen Gegenkandidaten.

## Gouverneur von Georgia
Als Gouverneur setzte er einige Punkte seines Vorgängers George Busbee fort. So förderte er den weiteren industriellen Ausbau des Staates, indem er nationale und internationale Firmen nach Georgia lockte. Auf dem Gebiet des Bildungswesens legte er das sogenannte Quality Basic Education (QBE) Programm auf. Dieses Programm beinhaltete folgende Punkte: Erhöhung des Haushalts für öffentliche Schulen, bessere Ausbildungsprogramme für Behinderte und die Erhöhung der Lehrerbesoldung. Obwohl die Finanzierung von QBE nur teilweise vom Parlament genehmigt wurde, bedeutete dieses Programm einen großen Schritt nach vorn. Es war seit Jahrzehnten das erfolgreichste Reformprogramm im Bildungswesen von Georgia. Harris setzte sich auch für die Vergabe der Olympischen Sommerspiele 1996 nach Atlanta ein und unterstützte den Bau des Georgia Dome. Auch der vierspurige Ausbau der Autobahnen innerhalb Georgias wurde von Harris vorangetrieben, um dem gestiegenen Verkehrsaufkommen gerecht zu werden. Entsprechend der 1976 bzw. 1983 geänderten Verfassung wurde Harris 1986 in eine zweite Amtszeit gewählt.

## Lebensabend
Nach Ablauf seiner zweiten Amtszeit schied er 1991 aus dem Amt aus. Zunächst zog er sich für einige Jahre in das Privatleben zurück. 1999 wurde er dann für sieben Jahre Mitglied des Universitätsverwaltungsrats für Georgia.